# Энергетика на Гавайях
Энергетика на Гавайях осложняется изолированным расположением штата и нехваткой ресурсов ископаемого топлива. Штат сильно зависит от импорта нефти и угля для производства электроэнергии, в то же время доля возобновляемых источников энергии растёт. 
На Гавайях самая высокая доля использования нефти в Соединённых Штатах: в 2017 году около 62% электроэнергии производилось за счёт нефти. По состоянию на 2016 год 26,6% электроэнергии было получено из возобновляемых источников, в том числе солнечной, ветровой, гидро- и геотермальной.
На Гавайях самые высокие цены на электроэнергию в Соединенных Штатах. По состоянию на 2016 год средняя стоимость электроэнергии составляла 0,24 долл. США за киловатт-час, в то время как средний показатель по США составил 0,10 доллара.

## Потребление
Основное потребление энергии на Гавайях связано с нефтью, которая в 2016 году обеспечила долю в 83% (по сравнению с 85,0% в 2008 году и 99,7% в 1960 году). Другие источники в 2016 году включали уголь (5,6%) и возобновляемые источники энергии (11,2%). В 2017 году источниками возобновляемой энергии было произведено:
| Солнечные батареи | 38,40% |
| Ветер             | 26,60% |
| Гидро             | 3,60%  |
| Геотермальный     | 10,50% |
| Биотопливо        | 1,60%  |
| Биомасса          | 19,20% |

## Государственная поддержка возобновляемых источников энергии

### Законодательство
В Гавайях позволяется размещать объекты солнечной энергии только на менее продуктивных сельскохозяйственных землях. Закон HB 3179 упростил для производителей биотоплива аренду государственных земель. Законы SB 3190 и HB 2168 санкционировали специальные доходные облигации для финансирования объектов солнечной энергии на острове Оаху и объектов по производству и преобразованию водорода в Лаборатории естественной энергии, расположенной на острове Гавайи. 
В 2010 году закон SB644 санкционировал поддержку строительства солнечных водонагревателей. В законе исключены дома, расположенные в районах с ограниченными ресурсами солнечной энергии, дома, использующие другие возобновляемые источники энергии, и дома, использующие газовые водонагреватели.
Закон SB988 позволил Комиссии по коммунальному обслуживанию установить скидку на фотоэлектрические системы, а закон HB2550 рекомендовал проводить измерения нетто для бытовых и мелких коммерческих потребителей. 
В 2008 году закон HB 2863 ввёл новые дополнительные правила, стимулирующие строительство новых объектов возобновляемой энергии мощностью не менее 200 мегаватт. По закону HB 2505 был создан офис штатного посредника по возобновляемой энергии, чтобы помочь государству ускорить выдачу разрешений. В законе HB 2261 педусмотрены кредиты на сумму до 1,5 млн. долл. США и до 85% стоимости проектов в области возобновляемых источников энергии на фермах и в аквакультурных учреждениях. 

### Инициативы чистой энергии на Гавайях
28 января 2008 года штат Гавайи и министерство энергетики США подписали меморандум о сотрудничестве и объявили об Инициативе чистой энергии на Гавайях, целью которой является использование возобновляемых источников энергии для удовлетворения 70 и более процентов энергетических потребностей Гавайев к 2030 году.
Инициатива будет сосредоточена на работе с государственными и частными партнёрами над проектами в области чистой энергии, включая: разработку экономически эффективных подходов для 100-процентного использования возобновляемой энергии на небольших островах, разработку систем для повышения устойчивости электрических сетей, работающих с переменными источниками энергии, такими как ветряные электростанции на островах Гавайи и Мауи, а также расширение возможностей Гавайских островов по использованию выращиваемых местных культур в качестве побочных продуктов для производства топлива и электроэнергии.
Партнёрами являются Министерство энергетики США, Hawaiian Electric Company и Phoenix Motorcars. 

### Лаборатория природной энергии Гавайских властей
Лаборатория природной энергии Управления Гавайских островов является испытательным полигоном для экспериментальных методов производства возобновляемой энергии. Проводятся исследования таких природных источников энергии, как аквакультура, биотопливо из водорослей, солнечная тепловая энергия и энергия ветра. 

## Использование энергии по секторам

### Транспорт
Одним из основных потребителей в перспективе будет электрическая железнодорожная транзитная сеть Гонолулу, которая изначально должна была начать работу в конце 2020 года; в 2019 году начало её работы было перенесено на 2025 год.

## Электричество
95% населения на Гавайях обеспечивается поставщиком Hawaiian Electric Industries. По состоянию на 2018 г. общая его мощность составляла 1727 МВт. Каждый остров генерирует электроэнергию самостоятельно.

### Нефть
Бо́льшая часть электроэнергии на Гавайях производится из нефти. 

### Солнечная энергия
Популярность солнечной энергии на Гавайях быстро росла, поскольку цены на фотоэлектрические панели снижались, в результате чего стоимость производства электроэнергии в домашних хозяйствах оказалась ниже стоимости покупной электроэнергии. В 2013 году Гавайи уступали только Аризоне по доле солнечной энергии на душу населения, причём около 10% потребителей острова Оаху имели солнечные батареи. В 2017 году солнечная энергия составляла 38,4% электроэнергии штата. 
На острове Кауаи массово используется солнечная энергия. Установлены аккумуляторные батареи, позволяющие использовать возобновляемую энергию в ночное время.

### Ветровая энергия
На Гавайях часто дуют сильные продолжительные ветры. В 2015 году Ветроэнергетика на Гавайях  составляла 6,4% от общего производства электроэнергии. Гавайи начали исследование энергии ветра в середине 1980-х годов с применением турбин (340 кВт) на Мауи, ветряной электростанции Лаламило Уэллс мощностью 2,3 МВт на Оаху и ветряной электростанции Kamaoa (9 МВт) на острове Гавайи. Турбина MOD-5B с мощностью 3.2 МВт на Оаху являлась самой большой в мире в 1987 году. По состоянию на 2017 год Гавайи имели 114 коммерческих ветряных турбин общей мощностью 206 МВт.

### Биомасса
На Гавайях есть несколько электростанций, работающих на биомассе. В 2016 году была запущена электростанция Hu Honua мощностью 21,5 МВт. Она работает на твёрдом или газовом топливе, включая биомассу.

### Уголь
На Гавайях запрещены угольные электростанции. В штате работает только одна электростанция AES Hawaii Power Plant, которая генерирует 180 МВт. Ожидается, что завод закроется к сентябрю 2022 года.

### Энергия волн
ВМС США и Гавайский университет эксплуатируют испытательный полигон волновой энергии в заливе Канеохе.

### Геотермальный источник энергии
Геотермальное предприятие Пуна было построено на острове Гавайи в период с 1989 по 1993 год. Оно работало до мая 2018 года и было остановлено из-за извержения в посёлке Леилани-Эстейтс в 2018 году. 

## Топливо из водорослей
Cellana добывает нефть из водорослей на исследовательском участке в Кайлуа-Кона на острове Гавайи. Водоросли обладают значительным потенциалом в качестве энергетической культуры, при этом объём производства энергии из водорослевых масел в расчёте на акр потенциально намного превышает объём энергии, получаемой из растительных масел. Cellana работала с Royal Dutch Shell на экспериментальной установке по выращиванию водорослей на земле, арендованной у Лаборатории природной энергии Гавайского управления, расположенной на западном берегу острова Гавайи.